# Banco San Marco
Pour les articles homonymes, voir San Marco.
La Banco San Marco est une banque italienne catholique de Vénétie fondée en 1895.

## Historique
Elle est fondée par un organisme catholique, le Comitato Diocesano dell'Opera dei Congressi. Elle appartient désormais au groupe Banco Popolare.